# Izeh
Izeh este un oraș din Iran.